# Дядьковичи (Ровненский район)
Дядьковичи (укр. Дядьковичі) — село в Ровненском районе Ровненской области Украины. Административный центр Дядьковичской сельской общины.
Население по переписи 2001 года составляло 1298 человек. Почтовый индекс — 35361. Телефонный код — 362. Код КОАТУУ — 5624684101.